# Wilhelm Maler
Wilhelm Maler (21 de junio de 1902 - 29 de abril de 1976), fue un compositor alemán.
Nació en Heidelberg. Maler fue discípulo en su ciudad natal de Hermann Grabner, estudió después en Múnich con Joseph Haas y en Berlín con Philipp Jarnach. En 1925 fue lector en teoría musical en el Conservatorio de Colonia. Luego pasó a formar parte de la Universidad de Bonn. Desde 1946 dirigió la Academia de Música de Detmold y desde 1959 hasta 1969 fue director de la Hochschule für Musik und Theater Hamburg.
Maler compuso un Orchesterspiel, un Concerto grosso y varias obras orquestales, un concierto para violín, un concierto triple y un concierto para clavicémbalo y orquesta de cámara, obras de música de cámara, cuatro sonatas para piano, un oratorio y dos cantatas. Sus obras están escritas en estilo polifónico y hacen uso de la tonalidad extendida.
- Datos: Q2574074